# Ravi Shankar (spiritueel leider)

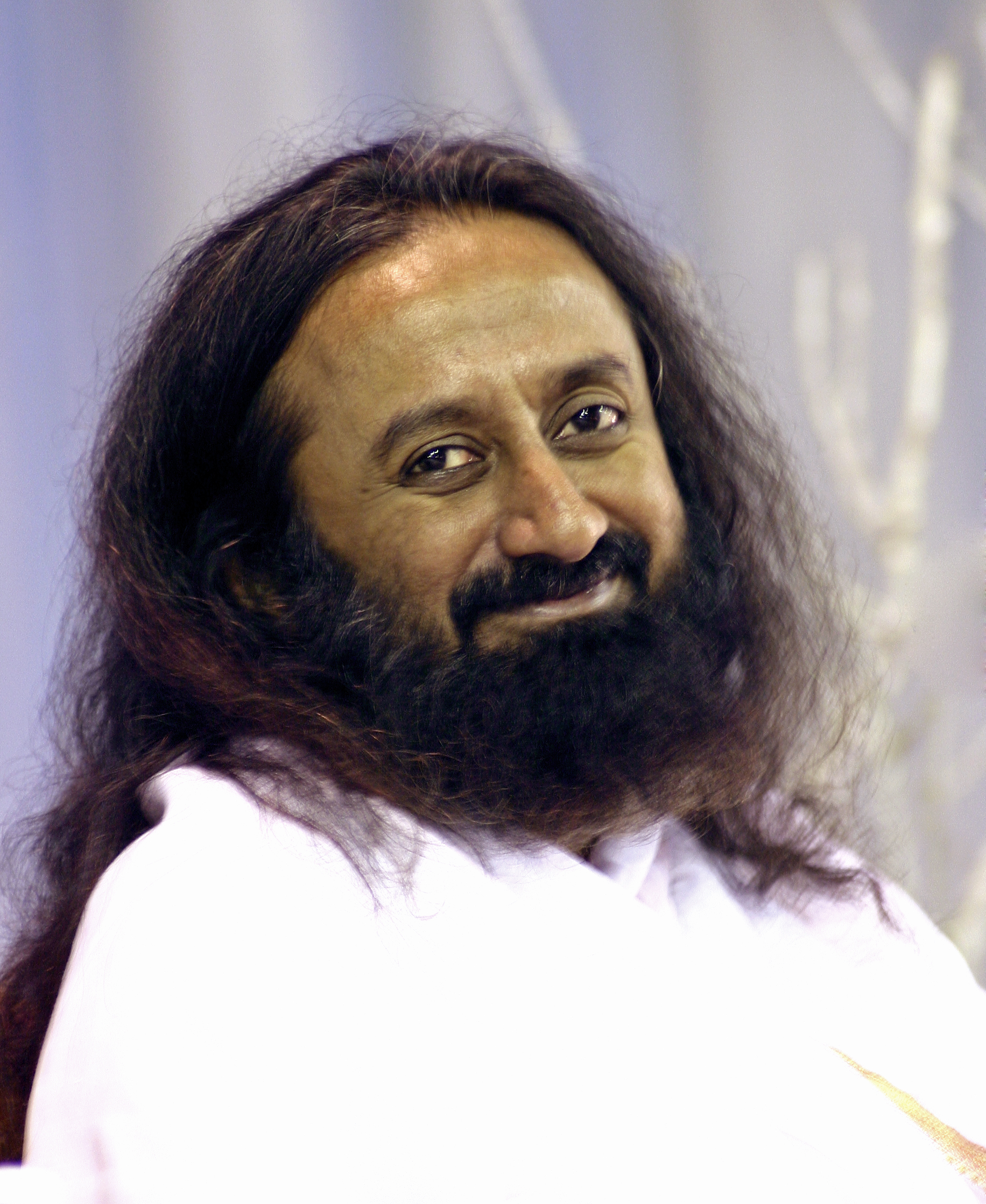
Sri Sri Ravi Shankar

Sri Sri Ravi Shankar (Tamil: ஸ்ரீ ஸ்ரீ ரவி ஷங்கர்) (Papanasam, Tamil Nadu, 13 mei 1956) is een Indiaas spiritueel leider. Hij wordt vaak aangesproken door het door hem zelf uitgekozen Sri Sri of Guruji
Ravi Shankar is de oprichter van Art of Living, een stichting die tot doel heeft stress te verminderen op een individueel niveau en geweld en ziekte te verminderen in de maatschappij. Belangrijk hierin is de sudarshan kriya die aan hem zou zijn geopenbaard tijdens een periode van stille meditatie van tien dagen in 1982 en die zou helpen als middel tegen stress, trauma en depressie.
Shankar is verder de drijvende kracht achter verschillende andere liefdadigheidsorganisaties, zoals de International Association for Human Values, dat het 5H-programma aanhoudt, dat de volgende punten 
nastreeft: Gezondheid, Huizen, Hygiëne, Menselijke waarden en Harmonie in verscheidenheid. Andere organisaties waar Shankar bij betrokken is, richten zich onder andere op gebieden als plattelandsontwikkeling, landbouw en ayurveda.
Hij kreeg in 2022 de Surinaamse Ere-Orde van de Gele Ster.

## Naamgenoot
Zie voor de gelijknamige musicus en sitarvirtuoos: Ravi Shankar (1920-2012).